# Jyrki Katainen

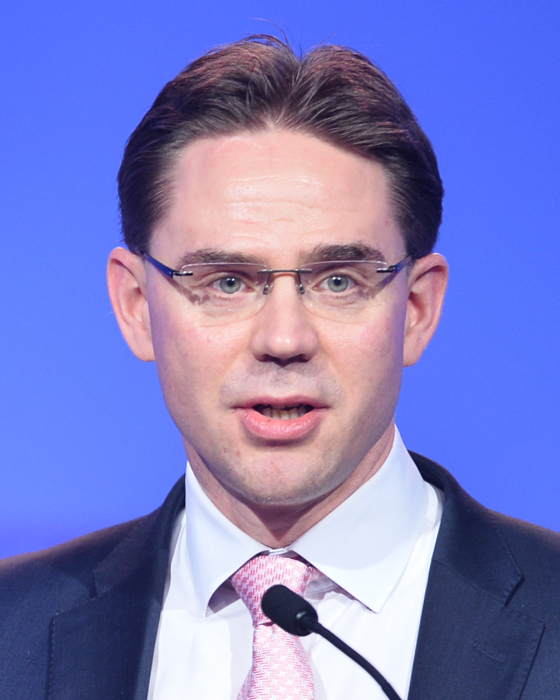
Jyrki Katainen (2014)

Jyrki Tapani Katainen (* 14. Oktober 1971 in Siilinjärvi) ist ein finnischer Politiker. 2011 bis 2014 bekleidete er das Amt des finnischen Ministerpräsidenten. In der Kommission Juncker war er von 2014 bis 2019 als einer der Vizepräsidenten zuständig für Beschäftigung, Wachstum, Investitionen und Wettbewerbsfähigkeit.

## Leben
Katainen studierte an der Universität Tampere Sozialwissenschaften mit dem Schwerpunkt Politikwissenschaft. Er ist Mitglied der konservativen Nationalen Sammlungspartei, deren Vorsitzender er 2004 wurde.
Seit 1993 ist Katainen Mitglied im Stadtrat von Siilinjärvi. Er wurde 1999 erstmals als Abgeordneter in das finnische Parlament gewählt. Ab dem 19. April 2007 war Katainen Finanzminister sowie stellvertretender Ministerpräsident im Kabinett von Ministerpräsidentin Matti Vanhanen. Bei den Parlamentswahlen 2011 gewann die Sammlungspartei unter seiner Führung 20,4 Prozent der Stimmen und wurde damit stärkste Kraft im Parlament. Am 22. Juni 2011 wurde er vom Parlament zum Ministerpräsidenten gewählt.
Anfang April 2014 verkündete Katainen seinen Rücktritt sowohl vom Amt des Ministerpräsidenten als auch des Parteivorsitzenden für Juni 2014 und damit fast ein ganzes Jahr vor der nächsten Parlamentswahl. Am 24. Juni 2014 wurde Alexander Stubb als Nachfolger Katainens vereidigt.
Seit 2003 ist er mit Mervi Marika Katainen (geborene Kuittinen) verheiratet. Das Ehepaar lebt in Espoo bei Helsinki und hat zwei Töchter, Saara (* 2005) und Veera (* 2008).

## EU-Kommissar
Katainen übernahm am 25. Juni 2014 das Amt des EU-Kommissars für Wirtschaft und Währung von seinem liberalen Vorgänger Olli Rehn, der als Spitzenkandidat für die Zentrumspartei bei der EU-Parlamentswahl 2014 einen Sitz im EU-Parlament für Finnland gewann und deswegen nicht die Funktion eines EU-Kommissars bekleiden kann. Katainen war bis zum Ende der Amtszeit der EU-Kommission Barroso II im Oktober 2014 im Amt. In seiner Funktion als EU-Währungskommissar warnte Katainen im Juli 2014 vor einer Aufweichung des Stabilitätspaktes, für die sich Frankreich und Italien einsetzten, denn nach seiner Meinung sei dies gefährlich, da sich die Mitgliedsstaaten dem nötigen Reformdruck entziehen würden. In der Kommission Juncker war Katainen als Kommissar für Arbeitsplätze, Wachstum, Investitionen und Wettbewerbsfähigkeit tätig. Seine Amtszeit als EU-Kommissar endete mit dem Amtsantritt der Kommission von der Leyen I am 1. Dezember 2019.

## Auszeichnungen
- 2011: Großes Goldenes Ehrenzeichen am Bande für Verdienste um die Republik Österreich[5]